# Генерал армије
Генерал армије је највиши генералски чин у армијама многих земаља, попут Француске, Сједињених Америчких Држава, у већини источноевропских земаља, земаља НАТО пакта и др. Представља чин ранга генерала са четири звездице у ЈНА и са пет звездица у армијама попут Сједињених Америчких Држава.
Чин генерала армије установљен је први пут у Француској током Првог светског рата. У Српској војсци и Војсци Краљевине Југославије у употреби је био одговарајући чин армијског генерала. Након завршетка Другог светског рата у Југословенској армији уведен је 1952. године и као такав је био у употреби све до престанка њеног постојања 1992. У историји ЈНА тројица генерала Иван Гошњак, Никола Љубичић и Вељко Кадијевић су као Савезни секретари за народну одбрану СФРЈ унапређени у овај чин. Једино су Коста Нађ и Иван Рукавина унапређени а да нису били на тој функцији. Пошто је Савезна Република Југославија преко своје војске наставила традицију војних рангова а уједно и чинова из ЈНА, још двојца генерала су унапређени у овај чин. Драгољуб Ојданић као савезни министар одбране је унапређен редовним путем, док је Петар Грачанин унапређен у овај чин у резерви.
У ратној морнарици чин генерала армије одговара чину адмирала флоте.

## Изглед еполете уЈНА,ВЈиВСЦГ
Изглед еполете генерала армије ЈНА настао је 1952. године када Југословенска армија мења име у Југословенска народна армија и када траје процес дестаљинизације армије. Еполета је била оивичена украсном испреплетаном златном храстовом опшивком, док се у еполети налазе два златна свежња пшеничног класја на којима се налазе  укрштени војни мач и жезло а изнад њих су биле четири златне петокраке звезде које су симболизовале социјализам као и у већини армија социјалистичких држава. У копненој војсци боја еполете била је сиво-маслинасто-браон док је у РВиПВО била оловно-плава.

## Галерија
- Еполета генерала армије ЈНА, Војске Југославије и Војске Србије и Црне Горе
- Еполета генерала армије Оружаних снага Совјетског Савеза
- Еполета генерала армије Оружаних снага Руске Федерације
- Еполета генерала армије Оружаних снага Украјине
- Еполета генерала армије Народноослободилачке армије НР Кине
- Еполета генерала армије Кубанских револуционарних оружаних снага
- Еполета генерала армије Оружаних снага САД